# Hottentotta fuscitruncus
Espèce
Synonymes
- Buthus fuscitruncus Caporiacco, 1936

Hottentotta fuscitruncus est une espèce de scorpions de la famille des Buthidae.

## Distribution
Cette espèce se rencontre en Somalie et en Éthiopie.

## Systématique et taxinomie
Cette espèce a été décrite sous le protonyme Buthus fuscitruncus par Caporiacco en 1936. Elle est placée dans le genre Buthotus par Vachon et Stockmann en 1968 puis dans le genre Hottentotta par Francke en 1985.

## Publication originale
- Caporiacco, 1936 : « Scorpioni, Pedipalpi, Solifugi e Chernetidi di Somalia e Dancalia. » Annali del Museo Civico di Storia Naturale di Genova, vol. 58, p. 135-149.